# Rouleau de nouille de riz
Un rouleau de nouille de riz est un plat cantonais de la Chine du Sud et de Hong Kong, servi en snack, ou en dim sum. Il est composé de crevettes, porc, bœuf, légumes ou autres ingrédients enrobés dans une pâte similaire à celle qui sert à fabriquer les nouilles de riz shahe fen. Il est assaisonné de sauce soja et parfois de siu mei (en) (jus de viandes assaisonnées et rôties). Le rouleau de pâte peut être cuisiné seul et sans farce, il est alors appelé chee cheong fun, chee cheong signifiant intestin de porc, et fun signifiant nouille. Il tire ce nom de sa ressemblance avec l'intestin du porc.

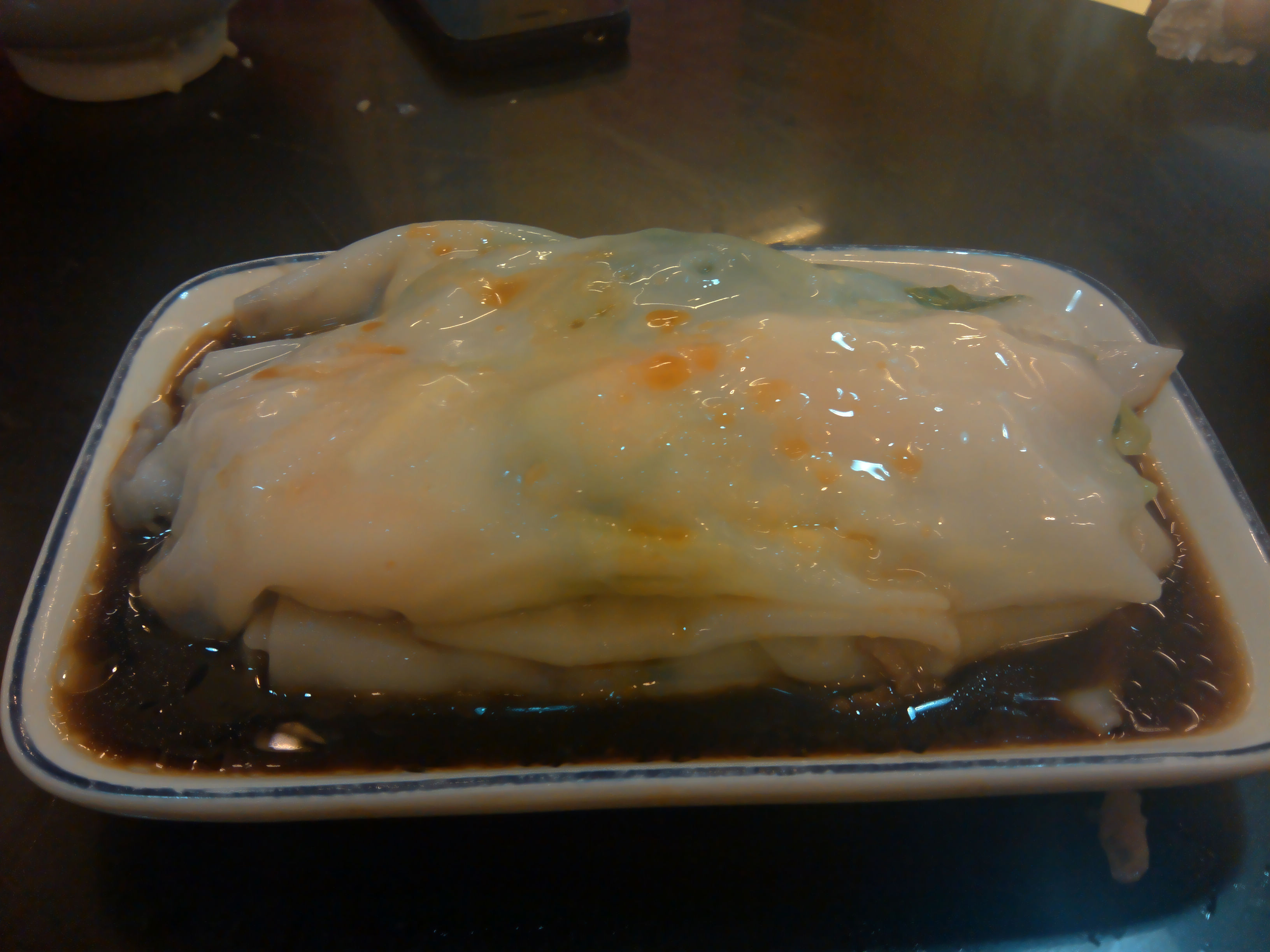

## Recettes

### Cuisine cantonaise

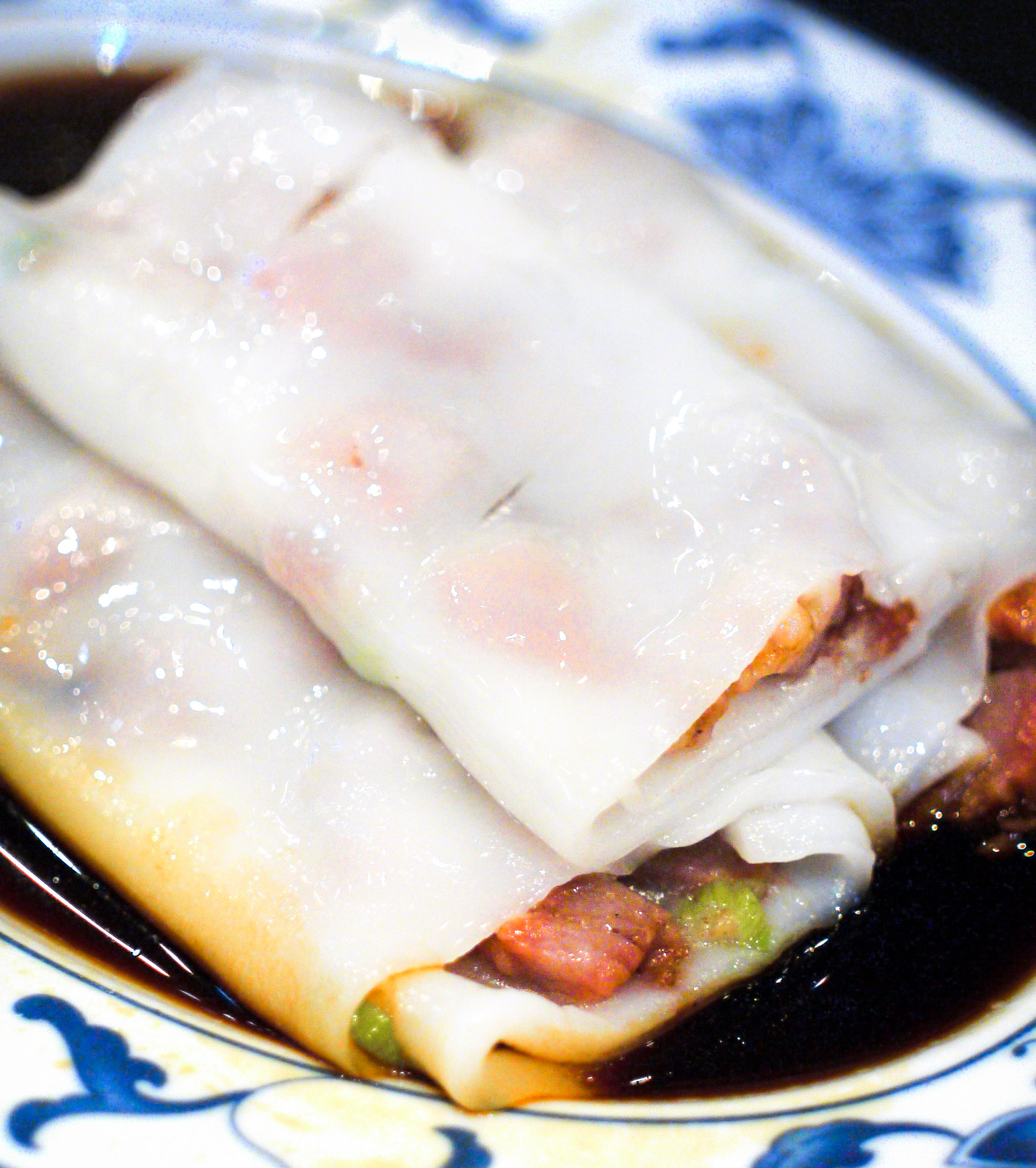
Rouleaux de riz fourrés au char siu

Dans la cuisine cantonaise, les rouleaux de riz sont servis en dim sum. Les plus courants sont :
- Zhaliang (炸兩 ; cantonais : zaa3 loeng5), rouleaux au youtiao[3].
- Rouleaux aux crevettes marinées (蝦腸; cantonais : haa1 coeng4).
- Rouleaux au bœuf, viande hachée et amidon de maïs (牛肉腸 ; cantonais : ngau4 juk6 coeng4).
- Rouleaux aux crevettes séchées (蝦米腸 ; cantonais : haa1er mai5 coeng4).
- Rouleaux au char siu (叉燒腸; cantonais : cha1 siu1 coeng4).

On trouve également des recettes plus récentes :
- Rouleaux au poulet et au melon.
- Rouleaux au conpoy et pousses de pois.
- Rouleaux au poisson.
- Rouleaux frits, nature ou farcis, nappés de sauce XO.

### Cuisine vietnamienne
Dans la cuisine vietnamienne, on trouve un plat similaire appelé bánh cuốn, consommé généralement au breakfast. C'est un rouleau, proche de la crêpe, à base de nouilles de riz, et farci de porc et d'autres ingrédients. Ils sont accompagnés de chả lụa (saucisses de porc) et de pousses de haricots, et d'une sauce appelée nước chấm. Parfois, la sauce est relevée d'essence de  cà cuống, un insecte, le Lethocerus indicus.

### Asie du Sud-Est

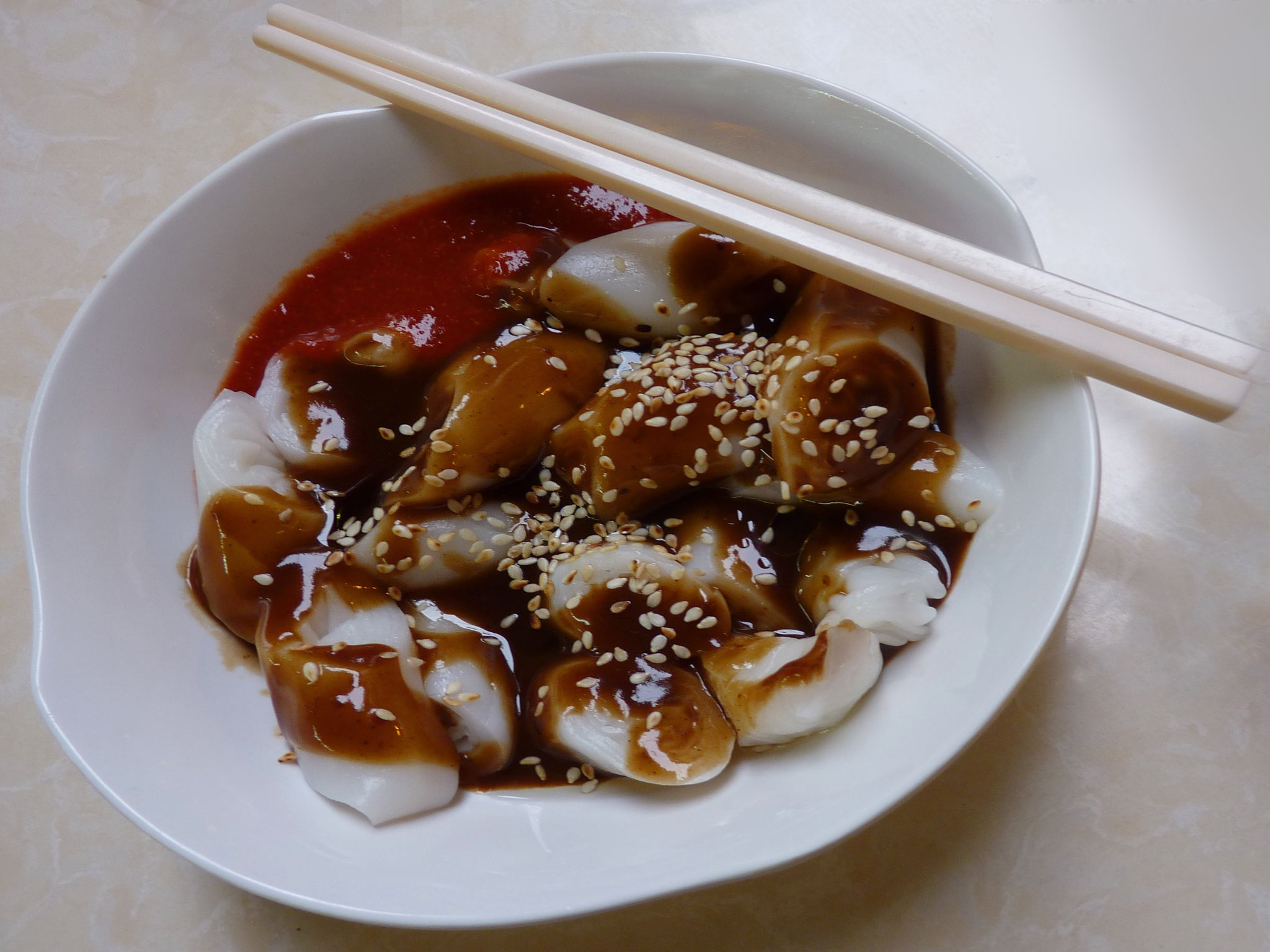
Chee cheong fun sauce chili et sauce sucrée noire.

En Malaisie et à Singapour, le chee cheong fun est servi avec une sauce sucrée noire (甜酱, timzheong), qui est une recette de sauce hoisin. À Penang, la recette la plus commune utilise de la pâte de crevettes appelée hae ko, qui est aussi noire et sucrée. À Ipoh, autre place forte de la gastronomie malaisienne, le chee cheong fun est servi soit avec de la sauce soja, des graines de soja, des échalotes frites, de l'huile d'oignon et du piment,  soit avec du curry et une sauce de champignon. Le chee cheong fun est un petit déjeuner populaire à Singapour et en Malaisie, et est servi dans les kopitiams et les restaurants chinois.
Le chee cheong fun se trouve également à Bagansiapiapi, une petite ville à Riau, en Indonésie. Il est appelé tee long pan ou tee cheong pan dans le dialecte fujian local. Le tee long pan est servi avec une sauce de piment rouge, des arachides grillées, des oignons frits et des crevettes séchées.